# The Open Championship 1997
De 126e editie van het Brits Open werd van donderdag 17 - zondag 20 juli 1997 gespeeld op de Royal Troon Golf Club in Schotland.
Het prijzengeld steeg naar £ 1.600.000, waarvan £ 250.000 voor de winnaar bestemd was.
Er deden tien voormalige winnaars mee:  Mark Calcavecchia (1989), Nick Faldo (1987), Tom Lehman (1996), Jack Nicklaus (1966, 1970, 1978), Greg Norman (1986) en Tom Watson (1975, 1977, 1980, 1982, 1983) haalden de cut,   Severiano Ballesteros (1979, 1984, 1988), Sandy Lyle (1985), Gary Player (1959, 1968, 1974) en Nick Price (1994) kwalificeerden zich niet voor het weekend.
Darren Clarke stond na ronde 1 en 2 aan de leiding met een score van 67-66 (-9). Hij had twee slagen voorsprong op Justin Leonard. Beiden werden ingehaald door Jesper Parnevik, die na ronde 2 op de 3de plaats stond en weer een ronde van 66 maakte.
 De laatste ronde had Parnevik 73 slagen nodig, terwijl Justin Leonard 65 scoorde en met drie slagen voorsprong won.

## Top-10
| Nr  | Speler             | Score           | Score | Prijs (£) |
| --- | ------------------ | --------------- | ----- | --------- |
| 1   | Justin Leonard     | 69-66-72-65=272 | –12   | 250.000   |
| T2  | Darren Clarke      | 67-66-71-71=275 | –9    | 150.000   |
| T2  | Jesper Parnevik    | 70-66-66-73=275 | –9    | 150.000   |
| 4   | Jim Furyk          | 67-72-70-70=279 | –5    | 90.000    |
| T5  | Pádraig Harrington | 75-69-69-67=280 | –4    | 62.500    |
| T5  | Stephen Ames       | 74-69-66-71=280 | –4    | 62.500    |
| T7  | Peter O'Malley     | 73-70-70-68=281 | –3    | 40.667    |
| T7  | Eduardo Romero     | 74-68-67-72=281 | –3    | 40.667    |
| T7  | Fred Couples       | 69-68-70-74=281 | –3    | 40.667    |
| T10 | Davis Love III     | 70-71-74-67=282 | –2    | 24.300    |
| T10 | Retief Goosen      | 75-69-70-68=282 | –2    | 24.300    |
| T10 | Frank Nobilo       | 74-72-68-68=282 | –2    | 24.300    |
| T10 | Tom Kite           | 72-67-74-69=282 | –2    | 24.300    |
| T10 | Mark Calcavecchia  | 74-67-72-69=282 | –2    | 24.300    |
| T10 | Shigeki Maruyama   | 74-69-70-69=282 | –2    | 24.300    |
| T10 | Ernie Els          | 75-69-69-69=282 | –2    | 24.300    |
| T10 | Tom Watson         | 71-70-70-71=282 | –2    | 24.300    |
| T10 | Robert Allenby     | 76-68-66-72=282 | –2    | 24.300    |
| T10 | Lee Westwood       | 73-70-67-72=282 | –2    | 24.300    |

Vanaf 1970:
1970 ·
1971 ·
1972 ·
1973 ·
1974 ·
1975 ·
1976 ·
1977 ·
1978 ·
1979 ·
1980 ·
1981 ·
1982 ·
1983 ·
1984 ·
1985 ·
1986 ·
1987 ·
1988 ·
1989 ·
1990 ·
1991 ·
1992 ·
1993 ·
1994 ·
1995 ·
1996 ·
1997 ·
1998 ·
1999 ·
2000 ·
2001 ·
2002 ·
2003 ·
2004 ·
2005 ·
2006 ·
2007 ·
2008 ·
2009 ·
2010 ·
2011 ·
2012 ·
2013 ·
2014 ·
2015 ·
2016 ·
2017 ·
2018 ·
2019 ·
2020